# Andrew Brown (journaliste)
Pour les articles homonymes, voir Andrew Brown et Brown.
Andrew Brown, né en 1955 à Londres, est un journaliste, écrivain et éditeur britannique. Il a travaillé en tant qu'éditorialiste dans la rubrique « Croyance » pour le journal The Guardian et comme rédacteur du journal Church Times. Andrew Brown a par ailleurs contribué à d'autres journaux prestigieux comme le New Statesman et le New York Review of Books.

## Nominations et récompenses
- En 1994, prix "John Templeton European Religion Writer of the Year"[7]
- En 2004, nommé pour le Prix Aventis pour In The Beginning was the Worm[8]
- En 2009, nommé au Dolman Best Travel Book Award pour Fishing in Utopia[9]
- En 2009, Prix Orwell pour Fishing in Utopia[10].